# Giorgio Bassi
Giorgio Bassi (n. 20 ianuarie 1934, Milano, Regatul Italiei) este un fost pilot de Formula 1. De-a lungul carierei a luat startul în 1 cursă, niciuna din pole-position. Nu a câștigat nicio cursă și nu a terminat niciodată pe podium, acumulând 0 puncte în întreaga activitate ca pilot de Formula 1.